# Psilophrys parvulus
Psilophrys parvulus är en stekelart som beskrevs av Emilio Guerrieri och Gennaro Viggiani 1991. Psilophrys parvulus ingår i släktet Psilophrys och familjen sköldlussteklar.
Artens utbredningsområde är Italien. Inga underarter finns listade i Catalogue of Life.